# Anacrusis
Anacrusis est un groupe de metal progressif et thrash metal américain, originaire de Saint-Louis, dans le Missouri. Anacrusis est l'un des premiers groupes, considérés talentueux pour certains critiques, à avoir tenté de mélanger thrash et metal progressif. Leurs albums Manic Impressions et Screams and Whispers sont considérés comme des classiques du metal progressif et du thrash metal. Le groupe se sépare en 1993, puis se reforme en 2009 avant de se séparer de nouveau en 2013.

## Biographie
À la suite de la séparation du groupe Heaven's Flame, le chanteur et guitariste Kenn Nardi collabore avec le guitariste Kevin Heidbreder, le bassiste John Emery, et le batteur Mike Owen pour former Anacrusis à la fin de 1986. Le groupe fait paraître sa première démo en 1987 qui a d'ailleurs été votée meilleure démo par les lecteurs du magazine Metal Forces et qui a, par la suite, été incluse dans la compilation musicale Demolition... Scream Your Brains Out!. Grâce à ça, ils réussissent à attirer l'attention du label indépendant Active Records, pour qui le groupe composera son premier album, Suffering Hour, l'année suivante (en 1988) avec un petit budget de 1 200 $. L'album suivant, intitulé Reason, commence à présenter les premières sonorités à succès du groupe.
Anacrusis participe à une tournée en soutien au groupe Dirty Rotten Imbeciles, mais sans album distribué par un label américain, le batteur Mike Owen quitte le groupe pour s'engager dans la United States Navy peu après leur retour chez eux. L'ancien membre de Heaven's Flame, Chad Smith, endosse le rôle de batteur, et le groupe est signé avec le label Metal Blade Records. En 1991, leur futur album Manic Impressions est enregistré aux Royal Recorders de Lake Geneva dans le Wisconsin. S'ensuit d'une tournée de 38 dates en soutien aux groupes Overkill et Galactic Cowboys, suivie de dates aux côtés de Megadeth. Après leur tournée, sur le chemin du retour pour St. Louis, ils décident de composer de nouvelles chansons, et, après avoir remplacé Smith par le batteur Paul Miles, ils se mettent à produire leur album Screams and Whispers, ; le tout dernier album avant qu'ils ne séparent pour une durée indéterminée. Le batteur Chad Smith participe au troisième album de G//Z/R en 2005.
En 2009, le groupe annonce le retour avec son line-up original composé de Kenn Nardi, Kevin Heidbreder, John Emery et Mike Owen pour une performance au festival Keep It True XIII le 23 avril 2010 en Allemagne. Également en 2009, le groupe fait paraître une anthologie CD/DVD de ses premières musiques au label Stormspell Records. En préparation pour son premier festival depuis 17 ans, Anacrusis joue une soirée au T. Billy Buffet's, St. Louis, le 18 avril 2010. Également en 2010, ils font paraître un double-CD intitulé Hindsight: Suffering Hour & Reason Revisited, contenant des versions rééditées des deux premiers albums.
Après la séparation du groupe en 2013, Kenn Nardi sort des titres qu'il avait initialement composés pour Anacrusis, sous son nom.

## Membres

### Derniers membres
- Kenn Nardi - guitare, chant (1986-1994, 2009-2013)
- John Emery - basse (1986-1994, 2009-2013)
- Mike Owen - batterie (1986-1990, 2009-2013)
- Mike Henricks - guitare (2011-2013)

### Anciens membres
- Kevin Heidbreder - guitare (1986-1994, 2009-2010)
- Chad Smith - batterie (1990-1992)
- Paul Miles - batterie (1992-1993)

## Discographie

### Albums studio
- 1988 : Suffering Hour
- 1990 : Reason
- 1991 : Manic Impressions
- 1993 : Screams and Whispers
- 2010 : HINDSIGHT: Suffering Hour and Reason Revisited

### Démos
- 1986 : Annihilation Complete
- 1987 : Annihilation Complete
- 1989 : Quick to Doubt

### Compilations
- 1988 : Demolition - Scream Your Brains Out! (compilation de Metal Forces présentant les chansons Annihilation Complete et Imprisoned)
- 2009 : Anihilation Complete - The Early Years Anthology

### DVD
- 2010 : Live @ Mississippi Nights 1993
- 2011 : Our Reunion - Live at St. Louis 2010